# Alispoides conisphora
Alispoides conisphora är en fjärilsart som beskrevs av Le Cerf. Alispoides conisphora ingår i släktet Alispoides och familjen mott. Inga underarter finns listade i Catalogue of Life.